# Торли, Мохамед
Мохамед Торли (англ. Mohamed Thorley; род. 25 февраля 1989) — сьералеонский шоссейный велогонщик.

## Карьера
В 2008 и 2011 году в рамках Африканского тура UCI стартовал на главной африканской гонке Тур дю Фасо.
В 2012 году принял участие на чемпионате Африки где выступил в командной гонке.
В 2013 году стал чемпионом Сьерра-Леоне в групповой гонке. А также занял второе место на Туре Гвинеи.
Становился победителем и призёром нескольких национальных велогонок.

## Достижения
2009
3-й на Vitality Race
2011
2-й на Kamabai Cycling Tour
2012
3-й на Kamabai Cycling Tour
2013
 Чемпион Сьерра-Леоне — групповая гонка
2-й на Тур Гвинеи
Picnic Race
2014
2-й на Vitality Race
Bullum Challenge